# Musicologia feminista
La musicologia feminista és la branca de la musicologia que estudia de manera científica els mateixos aspectes que aquesta, amb la figura de les dones com a eix central. La musicologia feminista abasta aquest ampli camp, en què els seus estudiosos consideren que ha existit una discriminació tan llarga com injusta. La musicologia feminista es considera un dels corrents emergents més forts del postmodernisme sobretot en el món anglosaxó.
És també coneguda dins del concepte de música de gènere i manté la visió típicament postmoderna de revisar conceptes com objectivitat, progrés, obra artística, autonomia de l'art, estabilitat identitària i cànon històric.

## Mètodes
Aquesta pràctica musicològica vigent en l'actualitat manté tres característiques essencials i és hereva de la tradició de la musicologia des de l'època medieval fins hui:
1. L'autoria individual de l'obra: reaccions per part d'un autor o autora que es reconeix a si mateix com a tal i que realitza la creació i elaboració de l'obra.
2. La fixació de l'obra en deixar-la per escrit, la qual cosa la converteix en un objecte, en obra “perdurable” i sobretot “transmitible”. Aquesta representació gràfica fa que es puguen elaborar obres més complexes.
3. I finalment, l'autonomia respecte a altres expressions artístiques.

Aquests tres trets aplicats a l'autoria femenina s'han vist qüestionats i també rebutjats com a característiques negatives hereves del poder.

## Origen
L'origen d'aquesta branca de la musicologia apareix a finals dels anys 60 i 70 del s. XX, a causa de la proliferació del pensament i moviments feministes. Les feministes del moment reclamaven una visió de la història en què es respectara el paper que les dones hi havien tingut, així com que hi haguera més respecte cap a elles com a historiadores.

## Estudis
Uns dels mètodes més arrelats en aquesta branca de la musicologia és el de les estratègies de desmuntatge de mentides perpetrades contra les dones, tan eficaces en els seus moments històrics. Segons aquestes, una dona podia ser una pianista excepcional però no havia d'interessar-se per la composició. La musicologia feminista mostra unes escenes en què les dones són objecte de tota mena de violències de gènere. Els principals camps d'estudi són:
· La persistència de discriminacions en les professions musicals.
· El pes marginador de l'etiqueta “música de dones”.
· La coincidència geogràfica entre el “cànon” de compositores i el “cànon” musical simplement.
· L'abús que suposa el reduccionisme sociològic.

## Publicacions
Hi ha moltes publicacions de les dues darreres dècades des del s. XX no rellevants en el seu moment però realment transcendentals hui. Investigadores com Eva Rieger (1980) i Eva Weissweiler (1988) a Alemanya, Jane Bowers i Judith Tick (1987), Diane Peacock (1988), Karin Pendle (1991) als Estats Units o Julie Ann Sadie i Rhian Samuel (1995) a Anglaterra, descobriren per al món un gran nombre de compositores: creadores musicals. En els estudis d'aquestes autores es remarca la ignorància de les musicòlogues dels orígens, que mancaven de qualsevol tipus de coneixement sobre les seues predecessores, i creien que elles eren les precursores del moviment. És un repertori extens i altament professional. Josemi Lorenzo és l'autor de gran part dels treballs que han inspirat aquesta branca de la musicologia. Fora de l'àmbit de la recerca pròpiament feminista, és important destacar la tasca de Maria Teresa Prieto, que ha presentat el director d'orquestra José Luis Tems, i ha realitzat el primer enregistrament mundial de la seua obra simfònica completa.
Vegeu també:
- Musicologia.

- Història de la música.